# 2006년 대만의 텔레비전 드라마 목록
다음은 2006년에 타이완의 텔레비전에서 방송되었던 드라마 프로그램을 나열한 목록이다.

## 작품 목록
- 《국광이교》
- 《극도학원》
- 《도쿄줄리엣》
- 《미소파스타》
- 《백색거탑》
- 《백포지련》
- 《심정밀마》
- 《성빈과락원》
- 《애살17》
- 《애정경기약》
- 《애정마발사》
- 《연애여왕》
- 《우리결혼해요》
- 《전도석두표》
- 《지하철》
- 《천당래적해라》
- 《천사정인》
- 《화양소년소녀》

## 같이 보기
- 타이완의 텔레비전 드라마 목록
- 2000년대 타이완의 텔레비전 드라마 목록